# Текуча (Ивано-Франковская область)
Текуча (укр. Текуча, до 2019 — Текучее) — село в Яблоновской поселковой общине Косовского района Ивано-Франковской области Украины.
Население по переписи 2001 года составляло 1384 человека. Занимает площадь 26,7 км². Почтовый индекс — 78617. Телефонный код — 03478.

## Религия
В 2024 году в селе построили церковь УГКЦ Святого Юрия, которую освятил епископ Василий (Ивасюк).

## Известные люди
- Анна-Мария Доротея Терезия Мастай де Феретти двоюродная сестра Папы Пия, проживала и похоронена в селе[3].

## Памятки
- Храм УГКЦ
- Памятник односельчанам погибшим от рук фашистов (убиты 52 еврея)